# Scuticaria hadwenii
Scuticaria hadwenii là một loài lan có mặt từ Guyana to Brasil.